# Atlasjet

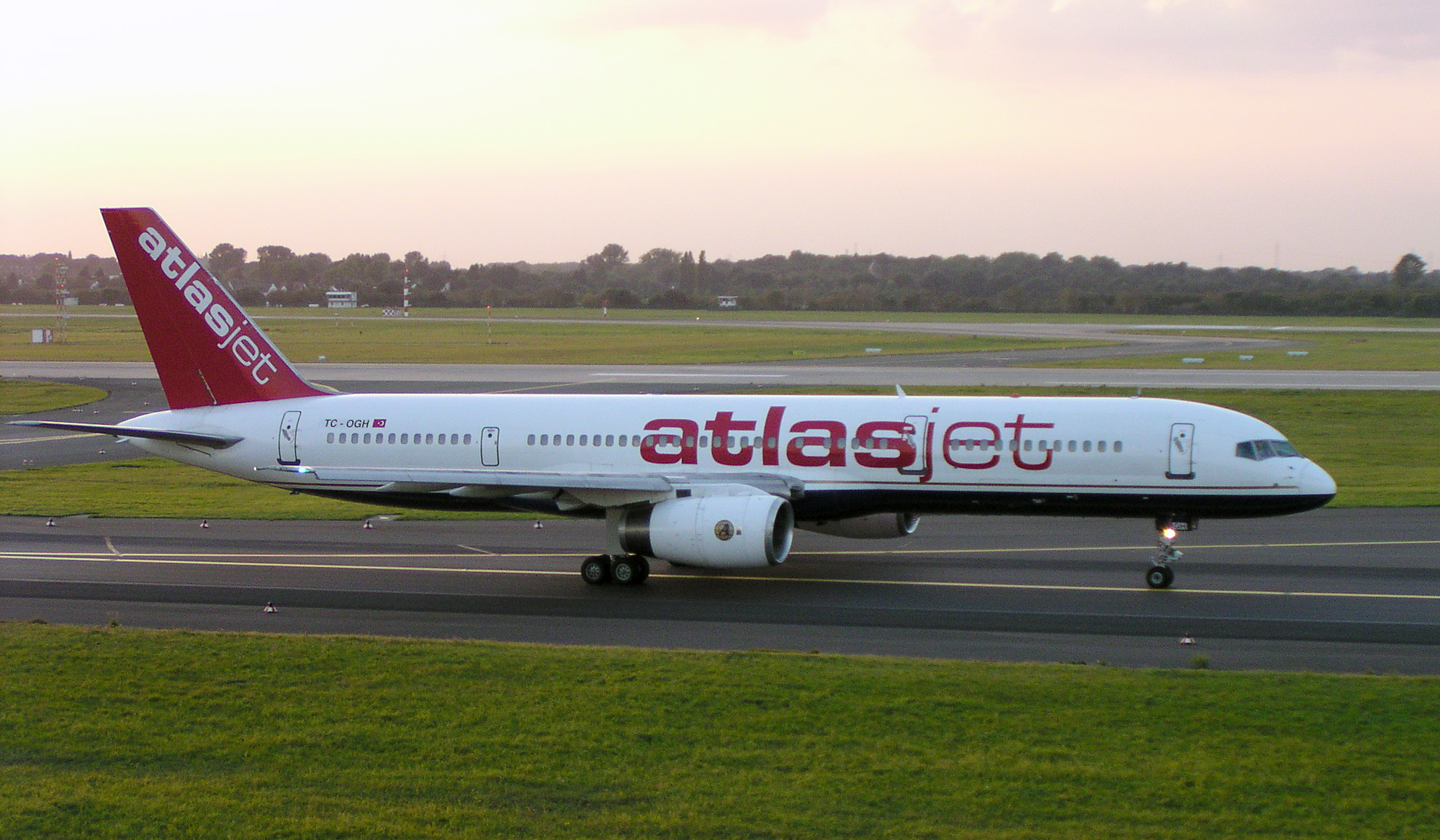
Máy bay Boeing B757-200 của Atlasjet

Atlasjet (mã IATA = KK, mã ICAO =KKK) là hãng hàng không của Thổ Nhĩ Kỳ, trụ sở đặt tại Istanbul. Hãng có các tuyến bay chở khách quốc nội, quốc tế và chở khách thuê bao tới châu Âu, Kazakhstan và Các Tiểu vương quốc Ả rập Thống nhất. Atlasjet có căn cứ ở Sân bay quốc tế Atatürk (Istanbul) và các tiêu điểm ở Sân bay Adnan Menderes, Sân bay Antalya

## Lịch sử
Atlasjet được hãng Öger Holdings thành lập ngày 14.3.2001 dưới tên Atlasjet International Airlines và bắt đầu hoạt động từ 01.6.2001. Năm 2004 tập đoàn ETS mua 45% cổ phần và tháng 2 năm 2006 mua thêm 45% cổ phần nữa. Số 10% cổ phần còn lại do Tổng giám đốc Tuncay Doganer nắm. Hãng hiện có 730 nhân viên.

## Các nơi đến

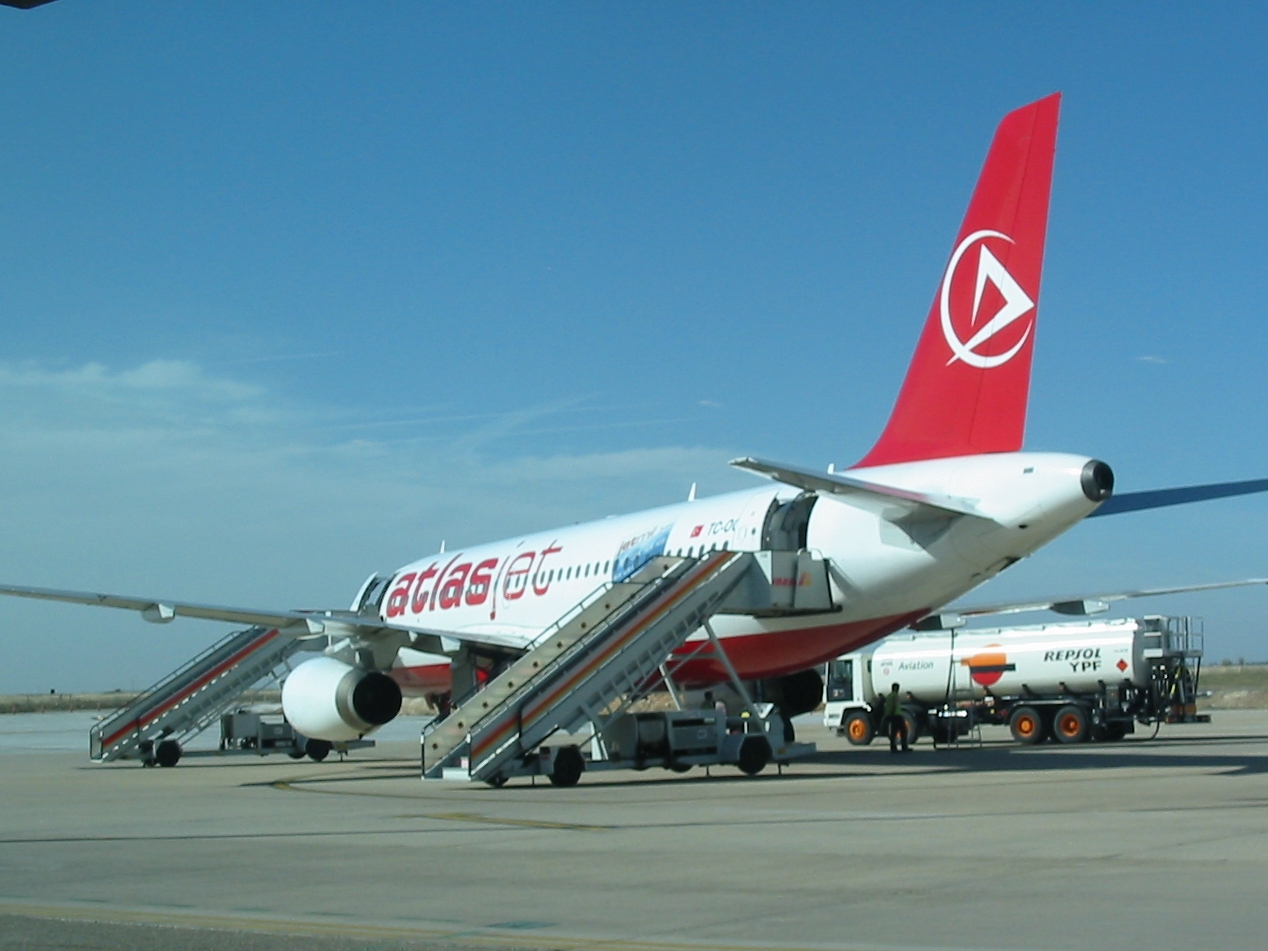
Máy bay Airbus A320-232 của Atlasjet đổ xăng ở Sân bay Valladolid

Các nơi đến của Atlasjet tính tới tháng 10 năm 2007:
Chở khách quốc nội
- Andana
- Ankara
- Antalya
- Bodrum
- Canakhale
- Dalaman
- Edremit
- Isparta
- Istanbaul
- Izmir
- Siirt
- Tokat
- Trabzon
- Usak

Chở khách quốc tế
- Bắc Cyprus

- Sân bay quốc tế Ecan

- Vương quốc Anh

- London
- Manchester

- Serbia

- Nis

- Iran

- Tehran

Chở khách thuê bao chuyến
- Ai Cập

- Alexandria
- Sharm el-Sheikh

- Áo

- Viên
- Linz
- Salzburg
- Klagenfurt

- Bosna và Hercegovina

- Sarajevo

- Cộng hòa Bulgaria

- Sofia

- Cộng hòa Macedonia

- Skopje

- Cộng hòa Séc

- Praha

- Kazakhstan

- Astana
- Karaganda

- Kosovo

- Pristina

- Na Uy

- Oslo
- Trondheim
- Bergen
- Tromso

- Phần Lan

- Helsinki
- Kuopio
- Vaasa

- România

- Bucharest
- Cluj-Napoca
- Timisoara

- Tây Ban Nha

- Barcelona
- Madrid
- Bilbao
- Sevilla
- Valencia
- Palma de Mallorca

- Thụy Điển

- Stockholm
- Göteborg
- Malmö
- Jönköping
- Karlstad
- Västerås

- Ý

- Roma
- Milano
- Bologna
- Venice

## Đội máy bay
- 2 Airbus A330-200
- 3 Airbus A320-232 TC-OGI TC-OGJ TC-OGK
- 2 Airbus A321-231 TC-ETFTC-ETJ
- 4 Boeing 757-200 TC-ETE TC-ETG TC-OGS TC-OGT

## Tai nạn
- ngày 7.2.2005 máy bay Airbus A320 chở 170 người của Atlasjet trượt khỏi đường băng của Sân bay Atatürk trong thời tiết có tuyết. May là không có người nào bị thương
- Ngày 18.8.2007 một máy bay của Atlasjet bay từ Cyprus tới Istanbul bị 2 tên không tặc tự xưng là người của Tổ chức khủng bố quốc tế Al-Qaeda uy hiếp, buộc máy bay phải hạ cánh xuống Antalya và để cho các hành khách ra khỏi máy bay, nhưng giữ lại phi hành đoàn. Sau 4 giờ thương thuyết, 2 tên không tặc Mehmet Resat Ozlu (người Thổ Nhĩ Kỳ) và Abdul Aziz Maliki (người Palestine) đã đầu hàng.
- Ngày 30.11.2007 máy bay MD-83 Atlasjet thuê của World Focus Airlines bị rớt gần Isparta (Thổ Nhĩ Kỳ) khiến 57 người thiệt mạng,